# Fontaine de Léda
Die Fontaine de Léda (auch Fontaine du Regard) ist ein Wandbrunnen in Paris, der sich heute im östlichen Jardin du Luxembourg befindet. 

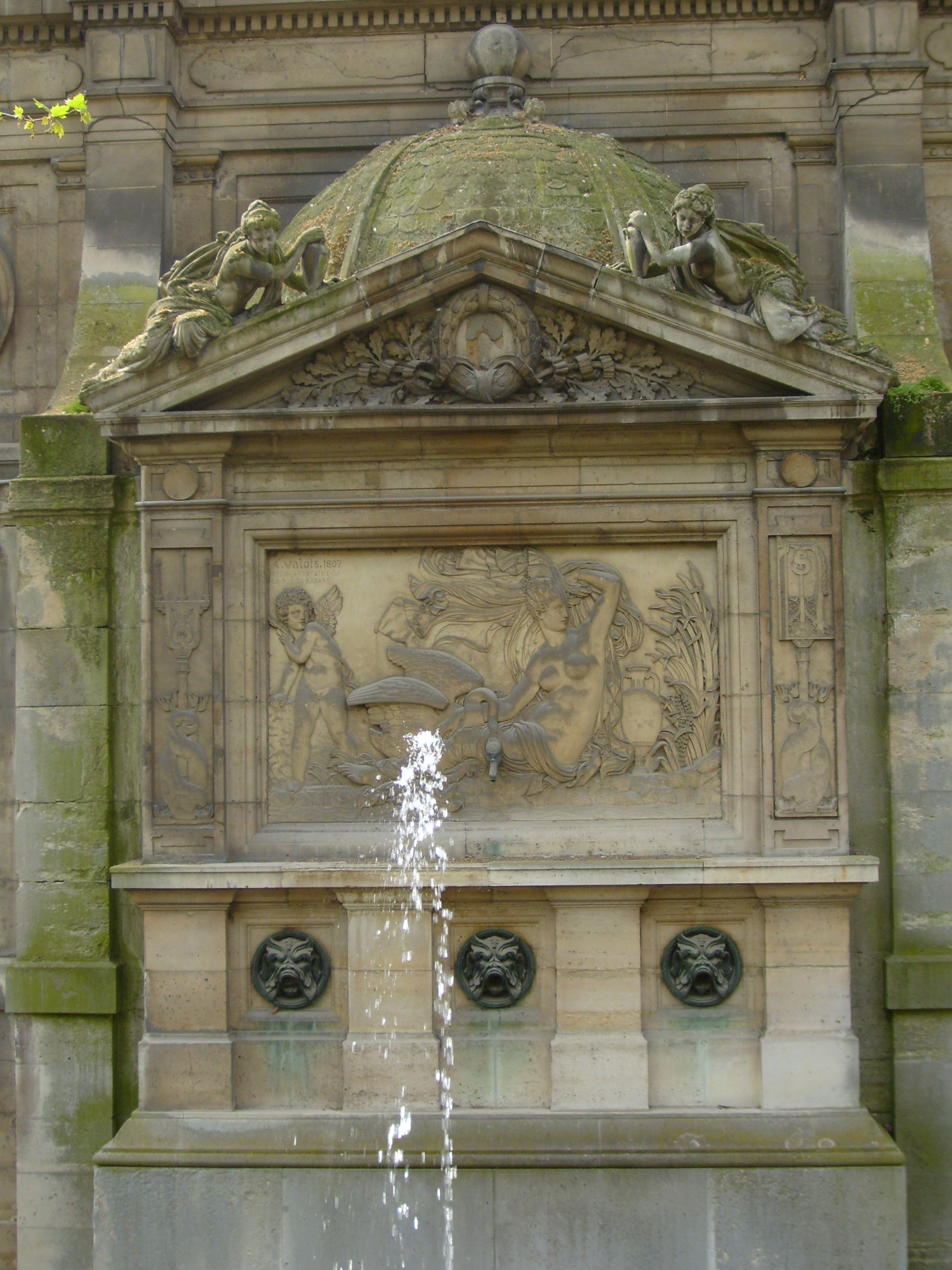
Heutige Ansicht

## Geschichte

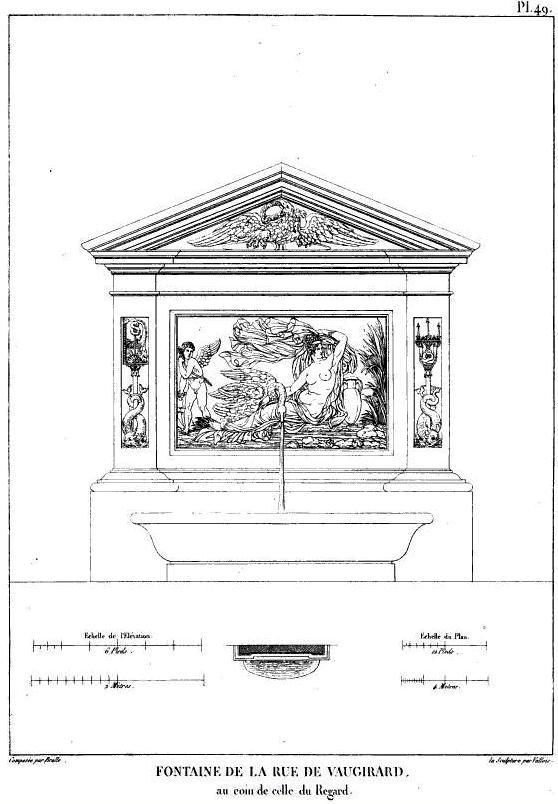
Planzeichnung des ursprünglichen Brunnens

Dieser Wandbrunnen zählt zu den sogenannten Fontaines du décret de Saint-Cloud. Das Dekret vom 2. Mai 1806 sah den Bau von 15 Straßenbrunnen in Paris vor, um die allgemeine Wasserversorgung der Pariser Bevölkerung zu verbessern. Von den 15 Brunnen sind zehn abgerissen worden, zumeist im Rahmen der Haussmann'schen Umgestaltungsmaßnahmen. Von den fünf übrigen befinden sich drei nicht mehr an ihrem ursprünglichen Standort. Hierzu zählt auch die im Stil der Neorenaissance gehaltene Fontaine de Léda, die einst an der Kreuzung rue de Regard / rue de Vaugirard stand und dem Durchbruch der rue de Rennes weichen musste. Seit 1864 befindet der Brunnen sich auf der Rückseite der ebenfalls zu der Zeit durch Alphonse de Gisors umgestalteten und versetzten Fontaine Médicis.

## Gestaltung

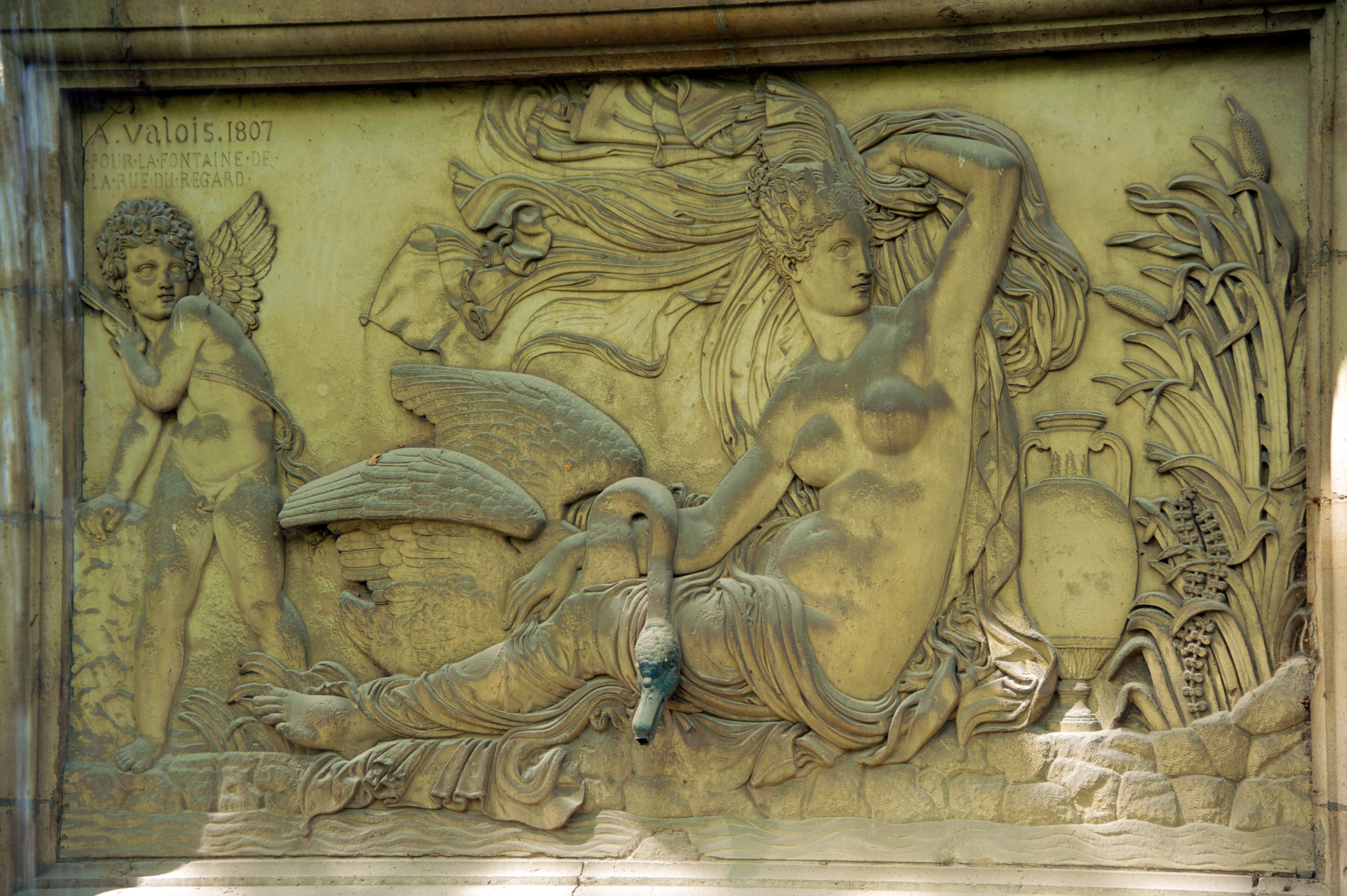
Leda und der Schwan (1807)

Das zentrale Motiv zeigt auf einem Bas-Relief die Geschichte von Leda und dem Schwan. Leda liegt mit unbekleidetem Oberkörper und von Rohrkolben umgeben am Ufer des Evrotas und legt ihren rechten Arm um einen Schwan, bei dem es sich um den verwandelten Zeus handelt, der sich auf diese Weise Leda annähern will. Am linken Bildrand steht Eros, wodurch das Liebesthema unterstrichen wird. Der Kopf des Schwans ragt aus dem Relief und ist aus Bronze gefertigt. Aus seinem Schnabel floss das Wasser. Das Relief wurde 1807 von Achille Vallois geschaffen, was man der Signatur klar entnehmen kann. 
Das zentrale Relief wird von zwei Pilastern mit je zwei umschlungenen Delfinen und einem Dreizack bzw. einem Ruder umrahmt, allesamt mit dem Wasser verbundene Elemente. Über dem Leda-Relief befindet sich ein Dreiecksgiebel. Einst zeigte das dortige Relief einen Adler mit Lorbeerkranz und ausgestreckten Flügeln. Der Adler stand in seiner Symbolik für des Premier Empire sowie für Zeus. Heute zeigt das Relief einen von Eichenlaub umgebenen Kranz. Über dem Giebel befindet sich eine flache Kuppel mit zwei Najaden von Jean-Baptiste Klagmann. Der ursprüngliche Sockel wurde um drei wasserspeiende Fratzen ergänzt. Das Wasser läuft in ein halbrundes Becken.